# Bacha bazi
El término bacha bazi (Dari بچه بازی, que significa, literalmente, «jugar con los niños»), también conocido como bacha (del persa بچه, «niño») o bacha bi-reesh (بچه بیریش, «muchacho imberbe»), es un término en jerga pastún que se refiere al sexo entre hombres mayores y bailarines varones adolescentes y prepúberes en Afganistán. En este acto, los bailarines, también llamados niños danzantes o niños bailarines, están frecuentemente involucrados en esclavitud sexual y en prostitución infantil. Niños varones prepúberes y adolescentes son vendidos a hombres ricos o poderosos para actividades sexuales y de entretenimiento. Este negocio se desarrolla en Afganistán, donde los hombres los mantienen como símbolos de estatus. Las autoridades están apenas tratando de acabar con la práctica, pero muchos dudan de que será efectivo, ya que muchos de los hombres son poderosos y excomandantes bien armados.

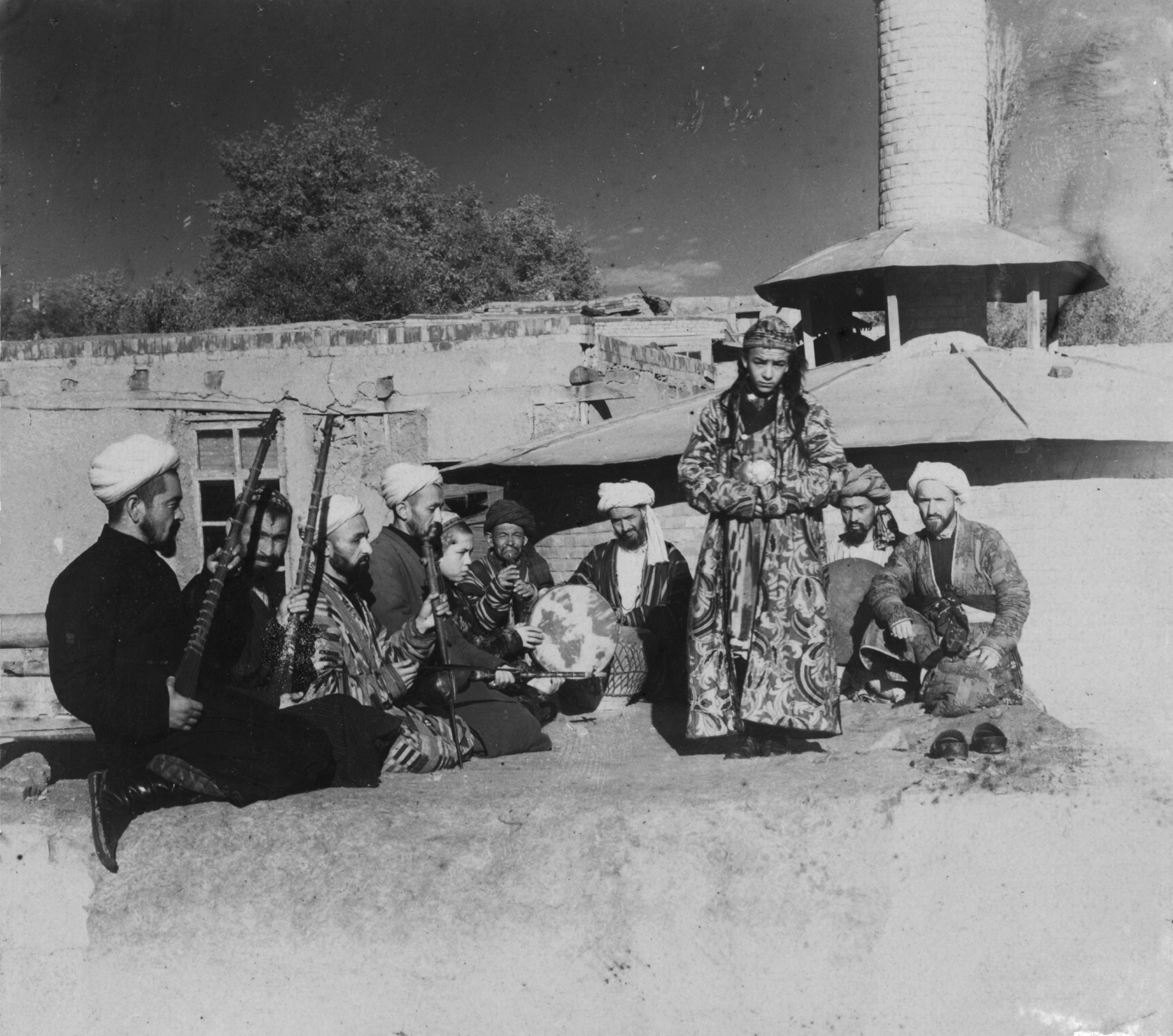
Danza de un baccha (niño bailarin)
Samarcanda (ca. 1905-1915), fotografía de Serguéi Prokudin-Gorski; se encuentra en la Biblioteca del Congreso, en Washington (Estados Unidos).

El 29 de marzo de 2010, en la Royal Society of Arts del Reino Unido se exhibió una película documental de Najibullah Quraishi acerca de esta práctica y salió al aire por la serie de televisión estadounidense PBS Frontline el 20 de abril de 2010. La práctica es ilegal bajo la ley afgana, ya que va contra la ley islámica, la Sharía y el código civil afgano, pero las leyes rara vez se aplican a delincuentes poderosos y la policía ha sido según informes cómplice de los delitos relacionados.

## Historia
La práctica del bacha bazi es una forma de pedofilia, que ha sido frecuente en esa zona desde la antigüedad. Históricamente más común en las zonas del norte de Afganistán, hasta ahora había desaparecido en las grandes ciudades desde después de la Primera Guerra Mundial, obligada a abandonarse por razones que el historiador de danza Anthony Shay describe como «la era victoriana y la desaprobación severa de las potencias coloniales rusas, británicas y francesas, y luego por las élites poscoloniales que habían absorbido los valores coloniales occidentales».

Un cierto número de viajeros occidentales a través de Asia Central habían informado sobre el fenómeno del Baccha. Visitando Turquestán en 1872 a 1873, Eugene Schuyler observó que «aquí los niños y jóvenes especialmente entrenados, toman el lugar de las bailarinas de otros países. El tono moral de la sociedad de Asia Central apenas ha mejorado por el cambio». Su opinión era que los bailes «no eran en modo alguno indecentes, aunque a menudo eran muy lascivos». En esta fecha ya había señales de reprobación oficial a la práctica. Escribió Schuyler:
 «Estos batchas o chicos bailarines, son una institución reconocida en el conjunto de las áreas pobladas de Asia Central, a pesar de que están más en boga en Bujará y la vecina Samarcanda. En el Kanato de Kokand han sido prohibidos los bailes públicos desde hace algunos años —por el ex licencioso Kan— teniendo en los últimos tiempos una semblanza de la moralidad y de gravedad... en Taskent los batchas florecieron hasta 1872, cuando una epidemia grave de Cólera influyó en los Mulá para declarar que el baile estaba en contra de los preceptos del Corán, por petición de los líderes de la población nativa, las autoridades rusas prohibieron los bailes públicos durante ese verano».
Schuyler señaló que la prohibición apenas había durado un año, tan entusiastas eran los Sarts para un baile bazem. Además describe, el respeto y el afecto que los bailarines a menudo recibían:
«Estos batchas son tan respetados como los más grandes cantantes y artistas lo están entre nosotros. Cada movimiento que hacen es seguido y aplaudido, y nunca he visto tanto interés sin aliento, ya que excitan, toda la gente parece devorarlos con sus ojos, mientras sus manos golpeaban al tiempo para cada paso. Si un Batcha condesciende a ofrecer a un hombre un plato de té, el receptor se eleva a tomarlo con una profunda reverencia, y devuelve el cuenco vacío de la misma manera, dirigiéndose a él sólo como "Taxir" —su Majestad—, o "Kulluk" —yo soy tu esclavo—. Incluso cuando un Batcha pasa a través del bazar todos los que lo conocen se elevan a saludarle con las manos sobre sus corazones, y la exclamación de "Kulluk!" y en caso de que se digne a parar y descansar en cualquier tienda, se considera un gran honor».
También informa que un rico patrón a menudo ayuda a establecer un bailarín favorito en el negocio después de que él se ha vuelto demasiado viejo para continuar con su profesión.
Konstantin Konstantinovich Pahlen, durante sus viajes a través de la zona en 1908 y 1909, describió tales bailes, y encargó fotografías de los bailarines:
«Cojines y alfombras eran exagerados, en los que nos reclinamos con gratitud, grandes alfombras se extendieron sobre el suelo, los nativos fumando en sus narguile, ofreciéndonos amablemente y los famosos Baches Khivan hicieron su entrada. En los bastidores, una orquesta compuesta principalmente de flautas dobles, timbales, y media docena de trompetas de plata del tamaño de un hombre de pie. Frente a nosotros una puerta quedó entreabierta, la que conducía a los cuartos del harén. Dimos un vistazo con los ojos brillantes, pues las internas se agolpaban en el resquicio de la puerta para darnos una buena vista a nosotros y ver la actuación.		
		
La orquesta comenzó con una curiosa melodía triste, el ritmo se acelera destacándose por los timbales y cuatro baches tomaron sus posiciones sobre la alfombra.
	
Los Baches son hombres jóvenes especialmente entrenados para realizar un determinado conjunto de danzas. Descalzos, vestidos como mujeres con batas de seda largas y de colores brillantes que llegan por debajo de sus rodillas y pantalones estrechos sujetados firmemente alrededor de sus tobillos, los brazos y las manos brillan con anillos y pulseras. Ellos llevan el pelo largo, llegando por debajo de los hombros, aunque la parte delantera de la cabeza es bien afeitada. Las uñas de las manos y los pies están pintadas de rojo, las cejas son de color negro azabache. Las danzas consisten en contorsiones sensuales del cuerpo y un ritmo rítmico hacia adelante y atrás, con las manos y los brazos levantados en un movimiento tembloroso. Como el ballet prosiguió el número de bailarines aumentó, el círculo creció en tamaño, la música estridente y chillona se deslizaba, los ojos de los espectadores nativos brilló con admiración, mientras que los Baches entonaban en el tiempo una melodía penetrante con cada vez mayor ritmo de la música. El Heredero explicó que estaban cantando al amor y de la belleza de las mujeres. Más rápido y más rápido se movieron los bailarines hasta que finalmente cayeron al suelo, aparentemente exhaustos y encantados por el amor. Ellos fueron seguidos por otros, pero el tema general era generalmente el mismo».
En 1909, dos Baccha realizaron sus espectáculos en el Central Asian Agricultural, Industrial and Scientific Exposition en Taskent, despertando el interés del público y la risa en el rendimiento, varios investigadores locales registraron las letras de las canciones interpretadas por los dos muchachos (Hadji-Baccha, de 16 años de edad y Sayid-Bacha de 10 años de edad, ambos procedentes del Uyezd (provincia) de Margilan). Las canciones fueron luego publicadas en el idioma uzbeko original (Uzbekistán) y también su correspondiente traducción al ruso.
En un estudio de 2011 en Pakistán participaron cuatro chicos que encontraron similitudes y diferencias entre la práctica en Pakistán y los observados en Uzbekistán en los años 1970 por Ingeborg Baldauf.